# Campionato asiatico femminile di pallacanestro 2004
Il 20º Campionato Asiatico Femminile di Pallacanestro FIBA (noto anche come FIBA Asia Championship for Women 2004) si è svolto a Sendai in Giappone dal 13 al 19 gennaio 2004. L'edizione era suddivisa in due livelli, con la regola delle promozione-retrocessione.
I Campionati asiatici femminili di pallacanestro sono una manifestazione biennale tra le squadre nazionali organizzato dalla FIBA Asia.

## Squadre partecipanti
- Corea del Sud
- Cina
- Giappone
- Taiwan
- Filippine
- Thailandia
- Hong Kong
- India
- Malaysia

## Risultati

### Livello I
| Squadra       | Partite giocate | Vinte | Perse | Punti fatti | Punti subiti | Differenza | Punti |
| ------------- | --------------- | ----- | ----- | ----------- | ------------ | ---------- | ----- |
| Corea del Sud | 4               | 4     | 0     | 378         | 257          | +121       | 8     |
| Cina          | 4               | 3     | 1     | 385         | 308          | +77        | 7     |
| Taiwan        | 4               | 2     | 2     | 321         | 314          | +7         | 6     |
| Giappone      | 4               | 1     | 3     | 356         | 328          | +28        | 5     |
| Thailandia    | 4               | 0     | 4     | 250         | 483          | −233       | 4     |

### Livello II
| Squadra   | G | V | P | PF  | PS  | DP  | P.ti |
| --------- | - | - | - | --- | --- | --- | ---- |
| Malaysia  | 3 | 3 | 0 | 266 | 191 | +75 | 6    |
| India     | 3 | 2 | 1 | 236 | 217 | +19 | 5    |
| Filippine | 3 | 1 | 2 | 178 | 182 | -4  | 4    |
| Hong Kong | 3 | 0 | 3 | 173 | 263 | −90 | 3    |

## Fase finale

### Primo-Quarto posto
|  | Semifinali    | Semifinali    | Semifinali |          |      | Finale        | Finale        | Finale |  |
|  |               |               |            |          |      |               |               |        |  |
|  | Taiwan        | Taiwan        | 53         |          |      |               |               |        |  |
|  | Taiwan        | Taiwan        | 53         |          |      |               |               |        |  |
|  | Cina          | Cina          | 103        |          |      |               |               |        |  |
|  | Cina          | Cina          | 103        |          | Cina | Cina          | 92            |        |  |
|  |               |               |            |          | Cina | Cina          | 92            |        |  |
|  |               |               | Giappone   | Giappone | 80   |               |               |        |  |
|  | Giappone      | Giappone      | Giappone   | Giappone | 80   | 82            |               |        |  |
|  | Giappone      | Giappone      |            |          |      | 82            |               |        |  |
|  | Corea del Sud | Corea del Sud | 71         |          |      |               |               |        |  |
|  | Corea del Sud | Corea del Sud | 71         |          |      |               |               |        |  |
|  |               |               |            |          |      |               |               |        |  |
|  |               |               |            |          |      | Corea del Sud | Corea del Sud | 88     |  |
|  |               |               |            |          |      | Corea del Sud | Corea del Sud | 88     |  |
|  |               |               |            |          |      | Taiwan        | Taiwan        | 59     |  |

## Classifica finale
| Posizione | Squadra       | Vinte/Perse |
| --------- | ------------- | ----------- |
| Oro       | Cina          | 5-1         |
| Argento   | Giappone      | 2-4         |
| Bronzo    | Corea del Sud | 5-1         |
| 4         | Taiwan        | 2-4         |
| 5         | Thailandia    | 0-4         |
| 6         | Malaysia      | 3-0         |
| 7         | India         | 2-1         |
| 8         | Filippine     | 1-2         |
| 9         | Hong Kong     | 0-3         |

## Campione d'Asia
| Campione d'Asia | Campione d'Asia | Campione d'Asia | Campione d'Asia |
| --------------- | --------------- | --------------- | --------------- |
| Cina            |                 |                 |                 |